# Jordyn Smith
Jordyn Smith es una deportista británica que compite en taekwondo. Ganó una medalla de bronce en el Campeonato Europeo de Taekwondo de 2018, en la categoría de –46 kg.

## Palmarés internacional
| Campeonato Europeo | Campeonato Europeo | Campeonato Europeo | Campeonato Europeo |
| Año                | Lugar              | Medalla            | Categoría          |
| ------------------ | ------------------ | ------------------ | ------------------ |
| 2018               | Kazán (Rusia)      | Medalla de bronce  | –46 kg             |